# Аренс, Курт
Курт Аренс (нем. Kurt Karl Heinrich (Kurti) Ahrens, также Курт Аренс младший; 19 апреля 1940, Брауншвейг) — немецкий автогонщик, чемпион Германии Формулы-Юниор 1961 и 1963 года. С 1966 по 1969 годы четырежды стартовал в Гран-при Германии Формулы-1, трижды на автомобилях Формулы-2 и единожды в 1968 на автомобиле Формулы-1, но очков не заработал. Также участвовал в европейском чемпионате Формулы-2 и чемпионате мира спортпрототипов. По окончании сезона 1970 года ушёл из гонок.

## Биография

### Начало карьеры
Один из сильнейших немецких пилотов середины 60-х годов, Курт Карл-Хайнрих родился в Брауншвейге, недалеко от Ганновера, в семье известного мотогонщика Курта Аренса старшего, чемпиона по спидвею. Гоночную карьеру начал в 18 лет с выступлений в немецкой Формуле-3 за рулем Cooper Norton, в компании с отцом. Практически сразу появились ощутимые результаты: так, ему удалось опередить отца в майской гонке в Киле, а в июне он показал лучший результат в гонке в Лейпциге. Взять реванш Курт-старший смог позднее в сезоне, в Визмаре и на Заксенринге.
Следующий сезон, ставший последним сезоном Формулы-3 в Восточной Германии, Курт-младший начал с четвертого места в апрельской гонке в Галле, тогда как отец в этом соревновании победил. В мае и июле побед добился и сын — в Бернау и Дрездене соответственно. В конце августа на Заксенринге он стал вторым, а в сентябре ещё раз победил — в Баутцене. В конце сезона на его счету оказалось три победы, у отца при этом их было две — так что если бы чемпионский титул в тот год разыгрывался, он несомненно достался бы Курту-младшему.
После большей частью бесплодного сезона-1960, проведенного за рулем Cooper в Формуле-Юниор, Курт вновь начал побеждать, и в результате напряженной борьбы с Герхардом Миттером завоевал титул чемпиона Германии 1961 года в этом классе. Следующий же сезон был омрачен длительной дисквалификацией. Бывший гонщик и журналист Ричард фон Франкенберг публично обвинил нескольких пилотов, в том числе Аренса-младшего и Миттера в использовании двигателей повышенного объема. По мнению фон Франкенберга, достигалось это путём замены обычно применяемого в машинах Формулы-Юниор коленвала от машины Форд Англия на таковой от машины Форд Консул, что давало увеличенный ход поршня. В качестве доказательства приводились времена на круге, показанные Аренсом и другими гонщиками. Кроме того, обвинение бездоказательно коснулось также и заводских Lotus Питера Арунделла и Алана Риса.
Руководитель Лотуса Колин Чепмен предложил фон Франкенбергу пари, что Арунделлу на трассе в Монце за рулем проверенного автомобиля удастся повторить результат, показанный на «подозрительных» автомобилях. Немец согласился и проиграл — Питер не только повторил, но и улучшил необходимый результат. Аренс же получил дисквалификацию, попытался оспорить это решение и за это и вовсе был лишен лицензии на участие в гонках на полгода.
Отсутствие на трассе, впрочем, не сильно помешало Курту в построении карьеры, так как в 1962 году чемпионский титул все равно не разыгрывался. Вернувшись на трассу на следующий год, Аренс без проблем завоевал чемпионский титул, фактически — второй подряд. Аренс-старший же как раз в этом году принял решение закончить гоночную карьеру.

### Формула-2 и Формула-1
Следующие два года Курт провел, выступая в туринговых гонках за рулем малолитражного Fiat Abarth — в основном потому, что на приобретение более серьезной техники не нашлось ни личных, ни спонсорских денег. Лишь в 1965 с привлечением помощи нефтяной компании Caltex удалось приобрести автомобиль классом повыше — Brabham BT18 Формулы-2. Приобретение позволило выступать как в национальной Формуле-2, так и в международной Формуле-3. В последующие пару лет все эти выступления Аренс с успехом совмещал с ведением общего с отцом бизнеса — торговлей автомобилями и металлопрокатом.
Именно в это время Аренс смог принять участие и в Формуле-1. В те годы чемпионат претерпел недавние изменения, и участников было немного. На длинных же трассах типа Нюрбургринга это обстоятельство и вовсе становилось вопиющим, поэтому организаторы регулярно допускали на старт автомобили Формулы-2. Результат у них подсчитывался отдельно, но на трассе можно было непосредственно бороться с машинами Формулы-1.
Первым из таких выступлений для Аренса стал Гран-при Германии 1966 года. Стартовав на собственном BT18 21-м, в гонке он продержался лишь до третьего круга — отказала коробка передач. Не лучше получилось и выступление в 1967 — Курта попросили заменить травмированного Эрика Оффенштадта за рулем болида Protos. Обладающий весьма своеобразной конструкцией, включавшей даже фанерные детали, автомобиль этот ни скоростью, ни надежностью не отличался — Курт сошёл уже на пятом круге, а его напарник, будущий известный двигателист Брайан Харт, хоть и добрался до финиша, отстал на три круга из пятнадцати и в классификацию не попал.
Продолжавший выступления по полному графику в Формуле-2 в компании таких грандов как Стюарт и Риндт, в 1968 году Аренс наконец смог принять участие в гонке Формулы-1 в качестве полноценного участника — все там же, в Германии. Заручившись поддержкой все той же Caltex, Курт смог получить у Джека Брэбема место в третьем заводском автомобиле. Brabham BT24, будучи совсем свежей машиной — на ней в некоторых гонках выступали основные пилоты команды — позволил достигуть неплохого результата. Стартовав 17-м, в гонке он отстал всего на круг и финишировал 12-м.
Наилучшего же результата в гонках Формулы-1 он достиг через год, когда на собственном Brabham B30 он добрался до финиша на седьмом месте. Из-за того, что этот результат все же был завоеван на автомобиле Формулы-2, лучшим результатом Курта в гонках Формулы-1 считается 12-е место в 1968. К этому моменту стало ясно, что борьба за высокие позиции в формульных гонках Курту не светит, и несмотря на нелюбовь к продолжительным заездам он присоединился к заводской команде Porsche в соревнованиях спорткаров.

### Дальнейшая карьера
Успех пришёл почти сразу — в первый же год участия, в 1969, он в паре с Йо Зиффертом выиграл Гран-при Австрии, а на следующий год завоевал победу в 1000 км Нюрбургринга, на этот раз в компании с Виком Элфордом. Подобное начало сулило неплохие перспективы, но в апреле 1970 на тестах новой версии Porsche на мокрой трассе из-за дефекта шасси он попал в ужасную аварию. От удара об отбойник машина практически разломилась надвое, и Аренс, несмотря на то что вообще не пострадал, счел это знаком и решил в конце сезона завершить гоночную карьеру. После этого он обратил все своё внимание на бизнес — торговлю металлопрокатом и автомобилями. В настоящее время Курт изредка участвует во всевозможных фестивалях исторических автомобилей.

## Результаты выступлений в Формуле-1
| Легенда к таблице |                                                                    |
| --- | ------------------------------------------------------------------ |
| В таблице перечислены результаты всех Гран-при Формулы-1, в которых принимал участие гонщик. Строками таблицы являются сезоны, столбцами — этапы чемпионата мира. В каждой клетке указаны сокращённое название этапа и результат, дополнительно обозначенный цветом. Расшифровка обозначений и цветов представлена в нижеследующей таблице. |                                                                    |
| \| Пример \| Описание \| \| ------------ \| ------------------------------------------------------------------ \| \| 1 \| Победитель \| \| 2 \| Второе место \| \| 3 \| Третье место \| \| 5 \| Финишировал, заработав очки \| \| Сход \| Не финишировал, но при этом заработал очки \| \| 12 \| Финишировал, не получив очков \| \| НКЛ \| Финишировал, но не попал в финальную классификацию \| \| 15 \| Участвовал вне зачёта, либо по отдельной классификации \| \| 18 \| Не финишировал, но попал в финальную классификацию \| \| Сход \| Не финишировал \| \| НКВ \| Не прошёл квалификацию \| \| НПКВ \| Не прошёл предквалификацию \| \| ДСК \| Дисквалифицирован \| \| ИСК \| Исключён из протокола соревнований \| \| ТТ \| Заявлен для участия только в тренировках \| \| НС \| Участвовал в квалификации, но не стартовал в гонке \| \| Т \| Травмирован или болен \| \| ОТК \| Отказ от участия \| \| НТР \| Прибыл на соревнования, но на трассу не выезжал \| \| НПР \| Был заявлен в числе участников, но не прибыл к началу соревнований \| \| О \| Соревнования отменены \| \| \| Не участвовал \| \| Поул-позиция \| \| \| Быстрый круг \| \| |                                                                    |
| Пример | Описание                                                           |
| 1 | Победитель                                                         |
| 2 | Второе место                                                       |
| 3 | Третье место                                                       |
| 5 | Финишировал, заработав очки                                        |
| Сход | Не финишировал, но при этом заработал очки                         |
| 12 | Финишировал, не получив очков                                      |
| НКЛ | Финишировал, но не попал в финальную классификацию                 |
| 15 | Участвовал вне зачёта, либо по отдельной классификации             |
| 18 | Не финишировал, но попал в финальную классификацию                 |
| Сход | Не финишировал                                                     |
| НКВ | Не прошёл квалификацию                                             |
| НПКВ | Не прошёл предквалификацию                                         |
| ДСК | Дисквалифицирован                                                  |
| ИСК | Исключён из протокола соревнований                                 |
| ТТ | Заявлен для участия только в тренировках                           |
| НС | Участвовал в квалификации, но не стартовал в гонке                 |
| Т | Травмирован или болен                                              |
| ОТК | Отказ от участия                                                   |
| НТР | Прибыл на соревнования, но на трассу не выезжал                    |
| НПР | Был заявлен в числе участников, но не прибыл к началу соревнований |
| О | Соревнования отменены                                              |
| | Не участвовал                                                      |
| Поул-позиция |                                                                    |
| Быстрый круг |                                                                    |

| Сезон | Команда                      | Шасси        | Двигатель                | Ш | 1   | 2   | 3   | 4   | 5   | 6        | 7        | 8      | 9   | 10  | 11  | 12  | Место | Очки |
| ----- | ---------------------------- | ------------ | ------------------------ | - | --- | --- | --- | --- | --- | -------- | -------- | ------ | --- | --- | --- | --- | ----- | ---- |
| 1966  | Caltex Racing Team Frankfurt | Brabham BT18 | Ford Cosworth SCA 1,0 L4 | D | МОН | БЕЛ | ФРА | ВЕЛ | НИД | ГЕР Сход | ИТА      | США    | МЕК |     |     |     | —     | 0    |
| 1967  | Ron Harris Racing Team       | Protos       | Ford Cosworth FVA 1,6 L4 | D | ЮАР | МОН | НИД | БЕЛ | ФРА | ВЕЛ      | ГЕР Сход | КАН    | ИТА | США | МЕК |     | —     | 0    |
| 1968  | Caltex Racing Team Frankfurt | Brabham BT24 | Repco 740 3,0 V8         | D | ЮАР | ИСП | МОН | БЕЛ | НИД | ФРА      | ВЕЛ      | ГЕР 12 | ИТА | КАН | США | МЕК | 28    | 0    |
| 1969  | Ahrens Racing Team           | Brabham BT30 | Ford Cosworth FVA 1,6 L4 | D | ЮАР | ИСП | МОН | НИД | ФРА | ВЕЛ      | ГЕР 7    | ИТА    | КАН | США | МЕК |     | —     | 0    |